# クァメギ
クァメギ（ハングル:과메기）は、韓国・浦項特産の魚加工食品である。

## 概要
クァメギはサンマやニシンなどの青魚を原料に厳冬期に造られ、夜間に凍らせ、日中に天日に当てて徐々に溶かしながら寒風に晒して生干しにし発酵させたものである。主に浦項の九龍浦で生産されている。現地ではニンニクやコチュジャンなどを添えてサンチュに包んで食されている。
クァメギの語源について記す。干した青魚を意味する貫目（관목）、目を浦項方言で「メギ（메기）」と言い、クァメギの工程で串のようなもので青魚の目を通してぶら下げて干したことから「青魚の目刺」を意味する。ここから관메기が転じて과메기と呼ばれるようになったという。
クァメギは元々はニシンで造られていたが、ニシンの水揚げが減少したことからサンマに代替され、更に韓国近海でサンマの水揚げが減少すると日本からの輸入に依存するようになったとされている。